# Ansambel Beneški fantje
Ansambel Beneški fantje je narodnozabavna zasedba, ki velja za najstarejši še delujoči ansambel v Sloveniji. Deluje od leta 1952. Njihova daleč najbolj poznana pesem je Rdeči cvet (priredba pesmi La colpa fù pevca Uga Molinarija).

## Zasedba
Trenutno zasedbo Ansambla Beneški fantje sestavljajo:
- Tomaž Kobol – vodja ansambla, pevec in solo kitarist;
- Fabio Hlede – pevec;
- Franci Kušar – harmonikar;
- Vido Kristanc – kitarist;
- Jože Prek – bas kitarist;

V dolgi zgodovini ansambla so svoj čas v zasedbi delovali tudi:
- Harmonika: Anton Birtič, Lojze Medved, Milče Stegu, Žane Müller, Igor Habbe, Lojze Prvinšek, Franci Meteljko in Drago Rozman;
- Kitara: Stane Jamnikar, Drago Potokar, Peter Ajdič, Niko Zlobko, Stane Košir in Marko Fujan;
- Bas kitara ali kontrabas: Jože Naraločnik, Janez Hrovatin, Slavko Damiš in Jože Marolt;
- Pevci: Edi (Egidio) Bucovaz, Marjan Roblek, Ludvik Ličar, Janko Slimšek, Igor Ziernfeld, Peter Pirnovar, Stane Koritnik, Rajko Koritnik, Ludvik Urekar, Rudi Peček in Edi Pavlovič;

### Sodelujoči humoristi in voditelji
Kot humoristi ali povezovalci so z ansamblom v različnih časovnih obdobjih nastopali Marjan Roblek – Matevž, Fran Milčinski – Ježek, Ivan Andrejc – Vanč in Marjan Marinc. Koncerte so vodili Marjan Sušnik, Jernej Pikel, Olga Rems, Marjan Kralj, Stane Moškon, Pavel Jakopič, Igor Lampret, Marjan Stare in Peter Ovsec.

## Delovanje

### Začetki
Ansambel Beneški fantje je bil ustanovljen 17. aprila 1952 za potrebe oddaje Radia Ljubljana Za beneške Slovence. Voditelj Edi Bucovaz je bil eden izmed ustanovnih članov ansambla in je v njem deloval kot pevec in najbolj razpoznavni član vse do svoje smrti leta 2008. Besedilopisec Marjan Roblek se je pozneje spominjal, da so Beneški fantje nastali na Vegovi ulici v Ljubljani. Trije sošolci s srednje glasbene šole (Roblek, Anton Birtič in Jože Naraločnik) so že nekaj mesecev igrali, nato pa se jim je pridružil še Bucovaz, ki je pripomogel k medijski prepoznavnosti. Harmonikar ustanovne zasedbe Anton Birtič je za oddajo za pevske zbore priredil veliko beneških ljudskih pesmi. Z nastopom na radiu se jim je odprla pot na nastope po celotni Sloveniji in tudi v tujini.
Na prvih nastopih so igrali brez ozvočenja, iz kraja v kraj pa so pešačili, nato so se vozili s konjskimi vpregami, včasih tudi s kolesi, pozneje so se začeli voziti z vlakom. Zasedba se je pozneje razdelila na dve zasedbi. Ena je delovala v Ljubljani, druga pa v Benečiji pod imenom Ansambel Antona Birtiča.

### Poznejše delovanje
Tekom delovanja je prišlo do nekaterih sprememb, vendar je osnovna postavitev ostala vedno enaka, in sicer zasedba s harmoniko, kitaro in basom ali kontrabasom ter dvema pevcema. Na nekaterih posnetkih so dodali še mandolino, orgle, klasično kitaro in flavto.
Po nekaterih podatkih je imel ansambel v vseh letih delovanja več kot 11000 javnih nastopov. Kitarist ansambla Peter Ajdič jih je toliko naštel do leta 1994, po mnenju vodje zasedbe Tomaža Kobola se je verjetno to število do leta 2020 že podvojilo. Na vrhuncu priljubljenosti skoraj ni bilo dneva brez nastopa, največ so jih imeli ob nedeljah, ko so imeli prvega takoj po maši, potem pa še tudi po pet ali več isti dan po celi Sloveniji. Med prvimi so posneli samostojno televizijsko oddajo. Skupaj bi jih naj bilo posnetih kar 30. Še danes nastopajo v živo na raznih prireditvah. Leta 2017 so v sklopu praznovanja 65-letnice neprekinjenega delovanja kot častni gostje nastopili v revijalnem delu 47. festivala Števerjan.

## Delo
Navdih za skladbe so člani ansambla črpali iz beneških in furlanskih narodnih napevov. Veliko so skladali sami ali pa so pesmi zanje napisali drugi skladatelji. Pesmi so večinoma v beneškem stilu. Posneli so preko 200 skladb, ki so jih izdali na več ploščah, kasetah in zgoščenkah. Največja uspešnica Rdeči cvet je bila leta 2002 na izboru Naj viže stoletja v Celju uvrščena na 3. mesto. Sicer gre v tem primeru za priredbo pesmi La colpa fù, ki jo je prepeval Ugo Molinari. Slovensko besedilo je napisal Marjan Stare.
Veliko melodij je za ansambel ustvaril Anton Birtič, poleg njega pa še Igor in Bogdan Habbe, Ludvik Urekar, Jože Naraločnik, Milče Stegu, Boris Frank, Niko Zlobko, Boris Kovačič, Dušan Porenta in Peter Ajdič.
Besedila so pisali Peter in Igor Ajdič, Ludvik in Živa Urekar, Ivan Malavašič, Vera Kranjc, Lev Svetek, Elza Budau, Milče Stegu in Marjan Stare. Nekatera besedila je iz italijanščine prevedel Edi Bucovaz in jih posredoval besedilopiscu Marjanu Staretu.

## Diskografija
Ansambel Beneški fantje je posnel več plošč, kaset in CD zgoščenk. Nekatere med njimi:
1. Beneški fantje (1964) – mala plošča
2. Tam sredi gozda (1964) – velika plošča
3. S kitaro po svetu (1964) – velika plošča
4. Dolince beneške (1964) – mala plošča
5. Rdeči cvet (1966) – velika plošča
6. Konjiča imam bistrega (1966) – mala plošča
7. Beneška zemlja (1967) – velika plošča
8. Pesem slovesa (1968) – velika plošča
9. Pojdem v Benečijo (1969) – velika plošča
10. Stari mornar (1972) – mala plošča
11. Furlanske pesmi (?) – plošča
12. Nocoj je ena luštna noč (?) – plošča
13. Joži, Joži, Jožica (?) – plošča
14. Pojdem v Benečijo (?) – kaseta
15. Zvezde žarijo (?) – mala plošča
16. Dober dan veselje (?) – dvojni album
17. Rudeči cvet – 40 let (1993) – CD
18. 45 let (?) – CD in kaseta
19. Preouske so stazice 50 let (?) – CD in kaseta
20. Kaj mi mar 50 let (?) – CD in kaseta
21. Oj božime 50 let (?) – kaseta
22. Gor in dol po sred vasi 50 let (?) – kaseta
23. Lunca beneška 55 let (2007) – CD

## Največje uspešnice
Ansambel Beneški fantje je najbolj poznan po naslednjih skladbah: 
- Cikorja an kafe
- Joži, Joži, Jožica
- Lunca beneška
- Pesem slovesa
- Rdeči cvet
- S kitaro po svetu
- Vince rumeno
- Zlati dečki
- Zvezde žarijo